# 裴九洲
裴九洲（1927年9月—2010年10月24日），吉林扶余人，中国人民解放军将领、中国人民解放军中将。
1988年，授予中国人民解放军中将，曾任南京军区副政治委员。